# Sekyere Central
Sekyere Central är ett distrikt i Ghana.   Det ligger i regionen Ashantiregionen, i den centrala delen av landet, 210 km nordväst om huvudstaden Accra.